# سیدوبا سیسه
سیدوبا سیسه (انگلیسی: Seydouba Cissé؛ زادهٔ ۱۰ فوریهٔ ۲۰۰۱) بازیکن فوتبال اهل گینه است.
وی همچنین در تیم‌های ملی فوتبال زیر ۱۷ سال گینه و گینه بازی کرده است.